# Талап (Туркестанская область)
Талап (каз. Талап) — село в Байдибекском районе Туркестанской области Казахстана. Входит в состав Боралдайского сельского округа. Код КАТО — 513645800.

## Население
В 1999 году население села составляло 490 человек (251 мужчина и 239 женщин). По данным переписи 2009 года, в селе проживали 623 человека (321 мужчина и 302 женщины).